# 10.5 cm Feldhaubitze 98/09
10.5 cm Feldhaubitze 98/09 (105-мм полевая гаубица 98/09) — немецкая 105-мм полевая гаубица, использовавшаяся в армиях Германии, Турции и Румынии в годы Первой мировой войны. Модификация гаубицы образца 1898 года.

## История

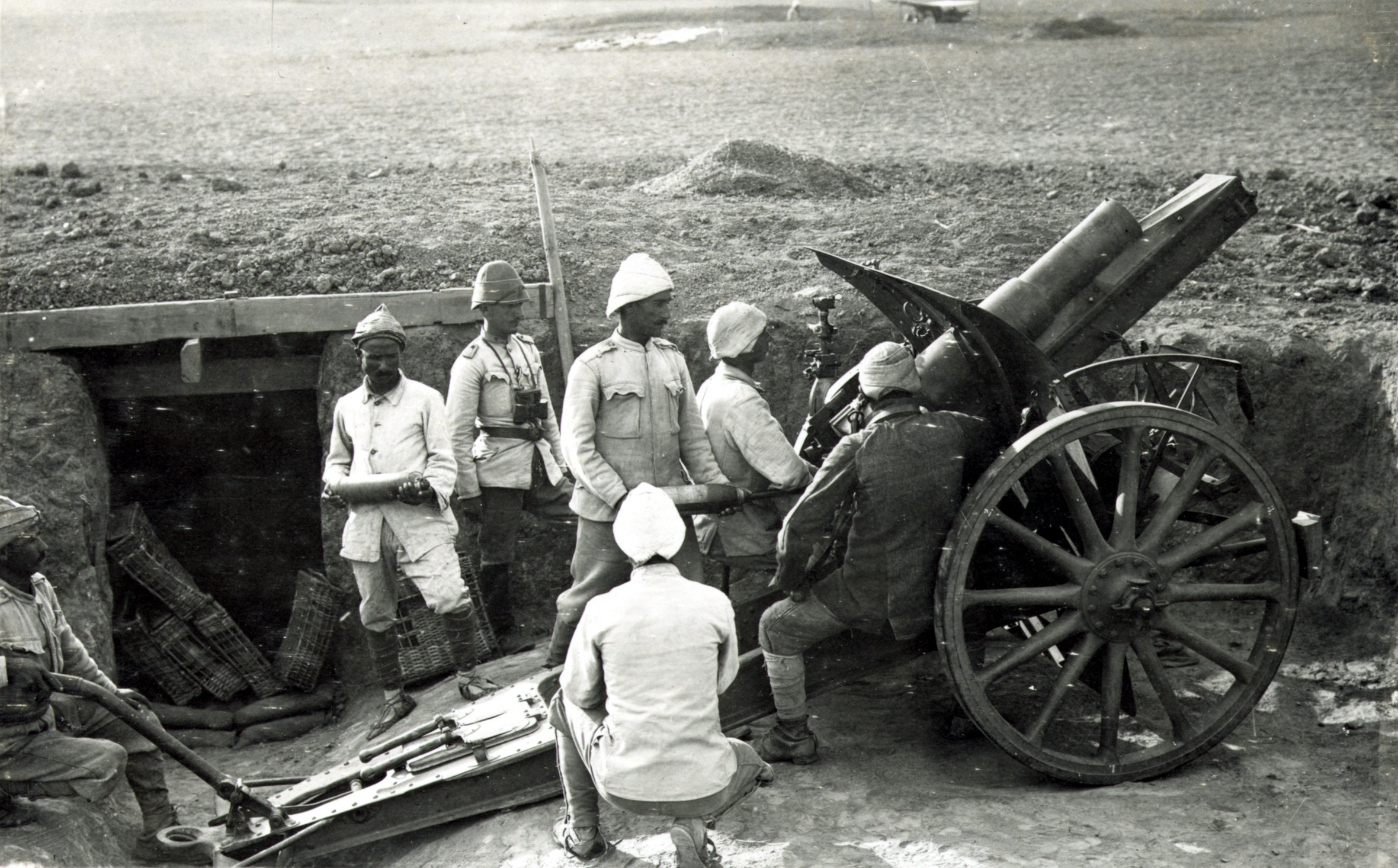
Турецкий расчёт гаубицы

Оригинальная разработка — Rheinmetall, изначально гаубица создана как 10.5 cm Feldhaubitze 98. С 1902 по 1904 годы орудие было переработано концерном Krupp, получив новый механизм отдачи и новый лафет. На вооружение принято в 1909 году, получив индекс 98/09 (все орудия старого образца были переработаны под новое). У орудийного щита были установлены два сидения. Всего к началу Первой мировой войны было выпущено 1260 единиц оружия.

## Боеприпасы
Для гаубицы использовались три варианта снарядов и три варианта прицельных приспособлений, а также специальный прицел для навесной стрельбы и прямой наводки. Варианты снарядов:
- Feldhaubitz granate 98: масса 15,8 кг, разрывной. При стрельбе этим снарядом обладала дальностью стрельбы до 6300 м[4].
- Feldhaubitz granate 05: масса 15,7 кг, разрывной
- Feldhaubitz schrapnel 98: масса 12,8 кг, шрапнель

## Похожие орудия
- 4,5-дюймовая британская гаубица
- 10 cm Feldhaubitze M 99